# Stråken, Motala kommun
Stråken är en sjö i Motala kommun i Östergötland och ingår i Motala ströms huvudavrinningsområde. Sjön har en area på 3,82 kvadratkilometer och ligger 74,6 meter över havet. Sjön avvattnas av vattendraget Hällestadsån (Storån). Vid provfiske har bland annat abborre, björkna, gers och gädda fångats i sjön.
Stråken är en slättsjö som rymmer flera stora vikar. Sjöns form påminner om ett H. Stråken tillhör Finspångsåns vattensystem. Närmast föregående sjö längs samma å är Stora Vänstern. Den del av Finspångsån som avvattnar Stråken benämns Kvarnån. Närmaste nedströms belägna sjö - ca 5 km åt nordost - är Ommen.
Runt Stråken finns flera herrgårdar: Nordsjö, Olivehult och Stråken (tidigare kallad Stockhem). Strax innan Finspångsån når Stråken har det vid Litskvarn (Litzkvarn) funnits en kvarn och en vattendriven såg.

## Delavrinningsområde
Stråken ingår i delavrinningsområde (650249-146608) som SMHI kallar för Utloppet av Stråken. Medelhöjden är 99 meter över havet och ytan är 53,38 kvadratkilometer. Räknas de 7 avrinningsområdena uppströms in blir den ackumulerade arean 145,99 kvadratkilometer. Hällestadsån (Storån) som avvattnar avrinningsområdet har biflödesordning 2, vilket innebär att vattnet flödar genom totalt 2 vattendrag innan det når havet efter 84 kilometer. Avrinningsområdet består mestadels av skog (72 procent). Avrinningsområdet har 4,39 kvadratkilometer vattenytor vilket ger det en sjöprocent på 8,2 procent.

## Fisk
Vid provfiske har följande fisk fångats i sjön:
- Abborre
- Björkna
- Gärs
- Gädda
- Löja
- Mört